# Будзиновський Осип
Осип Будзиновський (18 липня 1885, с. Тернів, тепер Жовківська міська громада, Львівська область — грудень 1919, м. Бар, Вінницька область) — обер-лейтенант Легіону Українських Січових Стрільців — перший командант 3-ї сотні.

## Життєпис

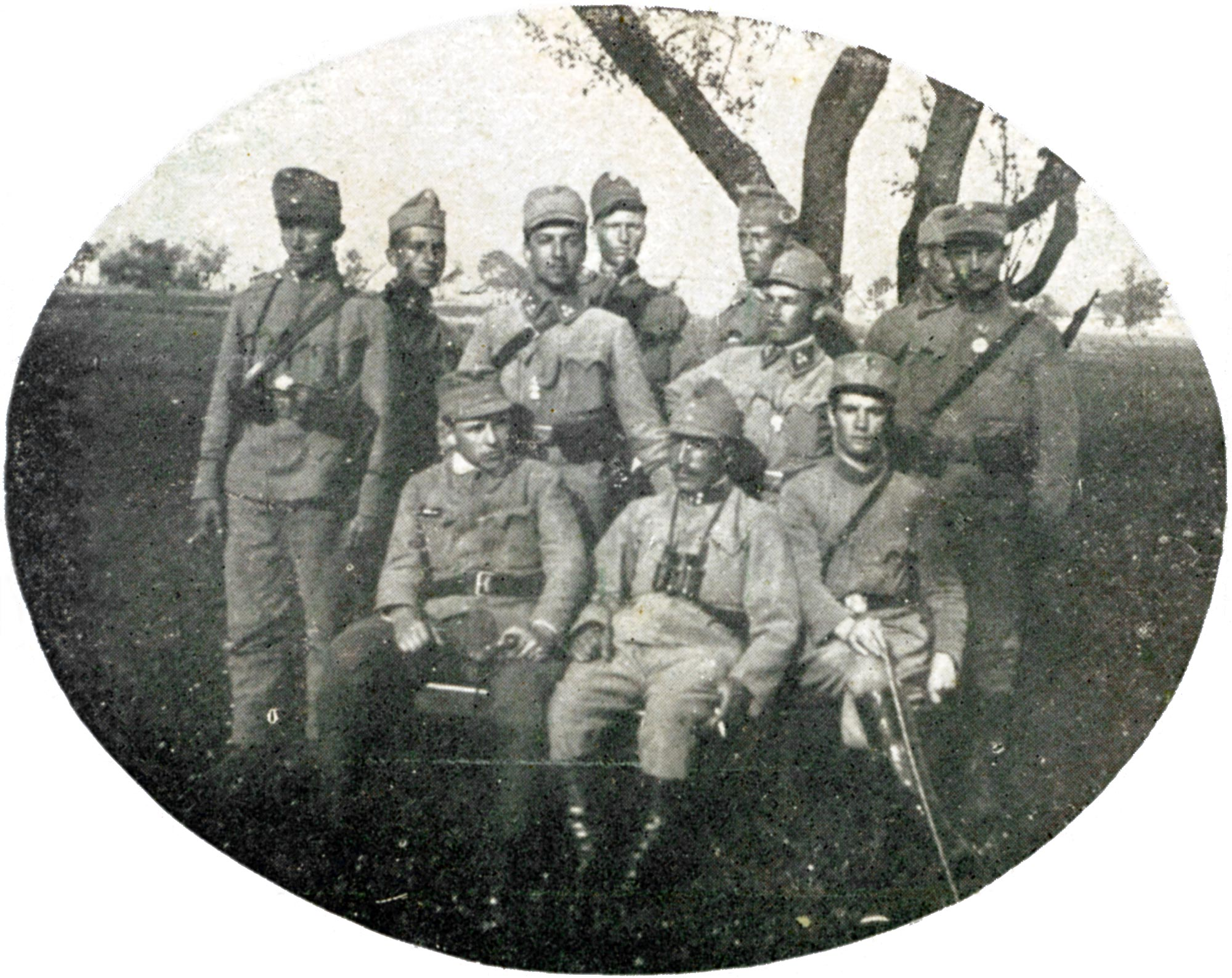
Сотник Українського легіону січових стрільців Осип Будзиновський із солдатами його сотні

Учасник боїв на горі Маківці: близько 4-ї години ранку 29 квітня 1915 року російські частини здали свої позиції сотням під командуванням Осипа Будзиновського та Андрія Мельника. Під час пізнішого бою його сотні забракло набоїв.
У ранзі поручника — командант сотні під час бою на горі Лисоня біля Бережан.
В УГА командував куренем в 2-й бригаді. Помер від тифу в «чотирикутнику смерті».